# Оберальм
Оберальм (нем. Oberalm) — ярмарочная коммуна (нем. Marktgemeinde) в Австрии, в федеральной земле Зальцбург. 
Входит в состав округа Халлайн.  Население составляет 3989 человек (на 31 декабря 2005 года). Занимает площадь 6,39 км². Официальный код  —  50208.

## Политическая ситуация
Бургомистр коммуны — Геральд Дюрнбергер (СДПА) по результатам выборов 2004 года.
Совет представителей коммуны (нем. Gemeinderat) состоит из 21 места.
- АНП занимает 9 мест.
- СДПА занимает 9 мест.
- АПС занимает 2 места.
- местный список: 1 место.